# Seth Moulton
Seth Wilbur Moulton, né le 24 octobre 1978 à Salem (Massachusetts), est un homme politique américain, représentant démocrate du Massachusetts à la Chambre des représentants des États-Unis depuis 2015.

## Biographie
Après un baccalauréat en sciences obtenu à Harvard en 2001, Seth Moulton s'engage dans la United States Marine Corps. Il sert notamment en Irak ; sa compagnie est l'une des premières à entrer dans la capitale Bagdad. Il quitte l'armée en 2008 et obtient un master d'Harvard trois ans plus tard.
Après avoir envisagé de se présenter en indépendant en 2012, il est candidat à la Chambre des représentants des États-Unis dans le 6e district du Massachusetts lors des élections de 2014. Durant la primaire démocrate, il affronte le représentant sortant John F. Tierney (en), dont la femme a été touchée par un scandale de jeu d'argent illégal en 2012. Arrivant à lever d'importants fonds, il reçoit le soutien du Boston Globe et du Boston Herald et se rapproche de Tierney dans les sondages. Il remporte la primaire démocrate avec 51 % des voix contre 40 % pour le représentant sortant. En 2012, Tierney avait remporté l'élection de justesse face au républicain Richard Tisei (en) alors que Barack Obama rassemblait 55 % des voix dans le district. Moulton est élu représentant avec 55 % des suffrages contre 41,1 % pour Tisei.
Il est candidat à un deuxième mandat en 2016 et ne rencontre pas d'opposant dans la primaire démocrate.
Seth Moulton, élu du Massachusetts à la Chambre des représentants annonce sa candidature à l’investiture démocrate pour l’élection présidentielle de 2020. Il se retire de la course avant le début officiel des primaires, ne parvenant pas à susciter l'intérêt médiatique.